# Karl-Heinz Tritschler
Karl-Heinz Tritschler (Freiburg, 1949. szeptember 16.–) német nemzetközi labdarúgó-játékvezető. Polgári foglalkozása hivatalnok.

## Pályafutása
DFB Játékvezető Bizottságának (JB) minősítésével 1977-től a 2. Bundesliga, majd 1980-tól a Bundesliga játékvezetője. Küldési gyakorlat szerint rendszeres partbírói szolgálatot is végzett. A  nemzeti játékvezetéstől 1991-ben visszavonult. 2. Bundesliga mérkőzéseinek száma: 63. Bundesliga mérkőzéseinek száma: 98. Vezetett kupadöntők száma: 1.
| Időpont             | Helyszín                    | Mérkőzés típusa              | Mérkőzés                           | Eredmény | Nézők száma |
| ------------------- | --------------------------- | ---------------------------- | ---------------------------------- | -------- | ----------- |
| 1977. augusztus 6.  | Carl-Benz-Stadion, Mannheim | első 2. Bundesliga mérkőzése | SV Waldhof Mannheim–Würzburger FV  | 6 – 0    | 4000        |
| 1980. augusztus 23. | Ruhrstadion, Bochum         | első Bundesliga mérkőzése    | VfL Bochum–MSV Duisburg            | 1 – 1    | 15 000      |
| 1989. június 24.    | Olimpiai Stadion, Berlin    | kupadöntő                    | Borussia Dortmund–SV Werder Bremen | 4 – 1    | 76 000      |
| 1991. június 15.    | Signal Iduna Park, Dortmund | utolsó Bundesliga mérkőzése  | Borussia Dortmund–FC St. Pauli     | 5 – 2    | 30 624      |

A Német labdarúgó-szövetség JB terjesztette fel nemzetközi játékvezetőnek, a Nemzetközi Labdarúgó-szövetség (FIFA) 1983-tól tartotta nyilván bírói keretében. A FIFA JB központi nyelvei közül a németet beszéli. Több nemzetek közötti válogatott (Labdarúgó-világbajnokság, Labdarúgó-világbajnokság, Olimpiai játékok), valamint UEFA-kupa,  Bajnokcsapatok Európa-kupája klubmérkőzést vezetett, vagy működő társának partbíróként segített. A német nemzetközi játékvezetők rangsorában, a világbajnokság-Európa-bajnokság rangsorban többedmagával a 12. helyet foglalja el 8 találkozó szolgálatával. A nemzetközi játékvezetéstől 1991-ben búcsúzott. Európában a legtöbb válogatott mérkőzést vezetők rangsorában többed magával, 14 (1982. március 24.– 1991. március 12.) találkozóval tartják nyilván. Vezetett kupadöntők száma: 1.
Az 1985-ös U16-os labdarúgó-világbajnokságon a FIFA JB bíróként foglalkoztatta.
| Időpont            | Helyszín                  | Mérkőzés típusa              | Mérkőzés                                     | Eredmény | Nézők száma |
| ------------------ | ------------------------- | ---------------------------- | -------------------------------------------- | -------- | ----------- |
| 1985. augusztus 2. | Központi Stadion, Sanghaj | csoportmérkőzés (D. csoport) | Katar–Mexikó                                 | 1 – 3    | 25 000      |
| 1985. augusztus 4. | Központi Stadion, Sanghaj | csoportmérkőzés (D. csoport) | Brazília–Mexikói U17-es labdarúgó-válogatott | 2 – 0    | 25 000      |

Az 1986-os labdarúgó-világbajnokságon, illetve az 1990-es labdarúgó-világbajnokságon  a FIFA JB bíróként alkalmazta. Selejtező mérkőzéseket az UEFA zónában irányított. 
| Időpont              | Helyszín                      | Mérkőzés típusa                     | Mérkőzés                  | Eredmény | Nézők száma |
| -------------------- | ----------------------------- | ----------------------------------- | ------------------------- | -------- | ----------- |
| 1984. május 27.      | Városi Stadion, Pori          | (1986 vb) előselejtező (3. csoport) | Finnország–Észak-Írország | 1 – 0    | 81 150      |
| 1984. november 21.   | Parc des Princes, Párizs      | (1986 vb) előselejtező (4. csoport) | Franciaország–Bulgária    | 1 – 0    | 42 084      |
| 1985. szeptember 11. | Wembley Stadion, London       | (1986 vb) előselejtező (3. csoport) | Anglia–Románia            | 0 – 3    | 38 000      |
| 1988. október 19.    | Hampden Park Stadion, Glasgow | (1990 vb) előselejtező (5. csoport) | Skócia–Jugoszlávia        | 1 – 1    | 42 771      |

Az  1984-es labdarúgó-Európa-bajnokságon, az 1988-as labdarúgó-Európa-bajnokságon, valamint az 1992-es labdarúgó-Európa-bajnokságon az UEFA JB játékvezetőként foglalkoztatta. 
| Időpont              | Helyszín                                 | Mérkőzés típusa                     | Mérkőzés                             | Eredmény | Nézők száma |
| -------------------- | ---------------------------------------- | ----------------------------------- | ------------------------------------ | -------- | ----------- |
| 1983. szeptember 21. | Estádio José Alvalade Stadion, Lisszabon | (1984 eb) előselejtező (2. csoport) | Portugália–Finn labdarúgó-válogatott | 5 – 0    | 15 000      |
| 1982. október 9.     | Municipal Stadion, Luxembourg            | (1984 eb) előselejtező (3. csoport) | Luxemburg–Görögország                | 0 – 2    | 3500        |
| 1987. szeptember 23. | Vaszil Levszki Stadion, Szófia           | (1988 eb) előselejtező (7. csoport) | Bolgár labdarúgó-válogatott–Belgium  | 2 – 0    | 65 000      |
| 1990. november 14.   | Evžena Rošického Stadion, Prága          | (1992 eb) előselejtező (1. csoport) | Csehszlovákia–Spanyolország          | 3 – 2    | 8115        |

Az 1988. évi nyári olimpiai játékokon a FIFA JB hivatalnokként foglalkoztatta. Ha nem vezetett mérkőzést, akkor működő társának partbíróként segített. A kor elvárása szerint az egyes számú partbíró játékvezetői sérülésnél átvette a mérkőzés vezetését. Partbíróként egy mérkőzésre, 2. pozícióban kapott küldést.
| Időpont              | Helyszín                  | Mérkőzés típusa              | Mérkőzés            | Eredmény | Nézők száma |
| -------------------- | ------------------------- | ---------------------------- | ------------------- | -------- | ----------- |
| 1988. szeptember 20. | Dongdaemun Stadion, Szöul | csoportmérkőzés (D. csoport) | Ausztrália–Brazília | 0 – 3    | 15 000      |

A Magyar Labdarúgó-szövetség (MLSZ) felkérésre több alkalommal vezette a válogatott felkészülési mérkőzését.
| Időpont             | Helyszín             | Mérkőzés típusa              | Mérkőzés                           | Eredmény | Nézők száma |
| ------------------- | -------------------- | ---------------------------- | ---------------------------------- | -------- | ----------- |
| 1984. augusztus 25. | Népstadion, Budapest | felkészülési (588. mérkőzés) | Magyarország–Mexikó                | 0 – 2    | 10 000      |
| 1988. április 27.   | Népstadion, Budapest | felkészülési (621. mérkőzés) | Magyar labdarúgó-válogatott–Anglia | 0 – 0    | 35 000      |

Az UEFA JB küldésére vezette az Bajnokcsapatok Európa-kupája (BEK) mérkőzését. A 35. játékvezető – a 4. német – aki BEK döntőt vezetett.
| Időpont         | Helyszín            | Mérkőzés típusa | Mérkőzés                     | Eredmény | Nézők száma |
| --------------- | ------------------- | --------------- | ---------------------------- | -------- | ----------- |
| 1989. május 24. | Camp Nou, Barcelona | kupadöntő       | AC Milan–FC Steaua București | 4 – 0    | 97 000      |

1988/1989-es idényben a DFB JB szakmai munkájának elismeréseként az Év Játékvezetője megtisztelő címmel tüntette ki. A IFFHS (International Federation of Football History & Statistics) 1988/1989 évadban az év játékvezető értékelés során előkelő helyre (8.) rangsorolta.